# 埃納雷斯河
40°24′17″N 3°30′04″W / 40.4048°N 3.50107°W

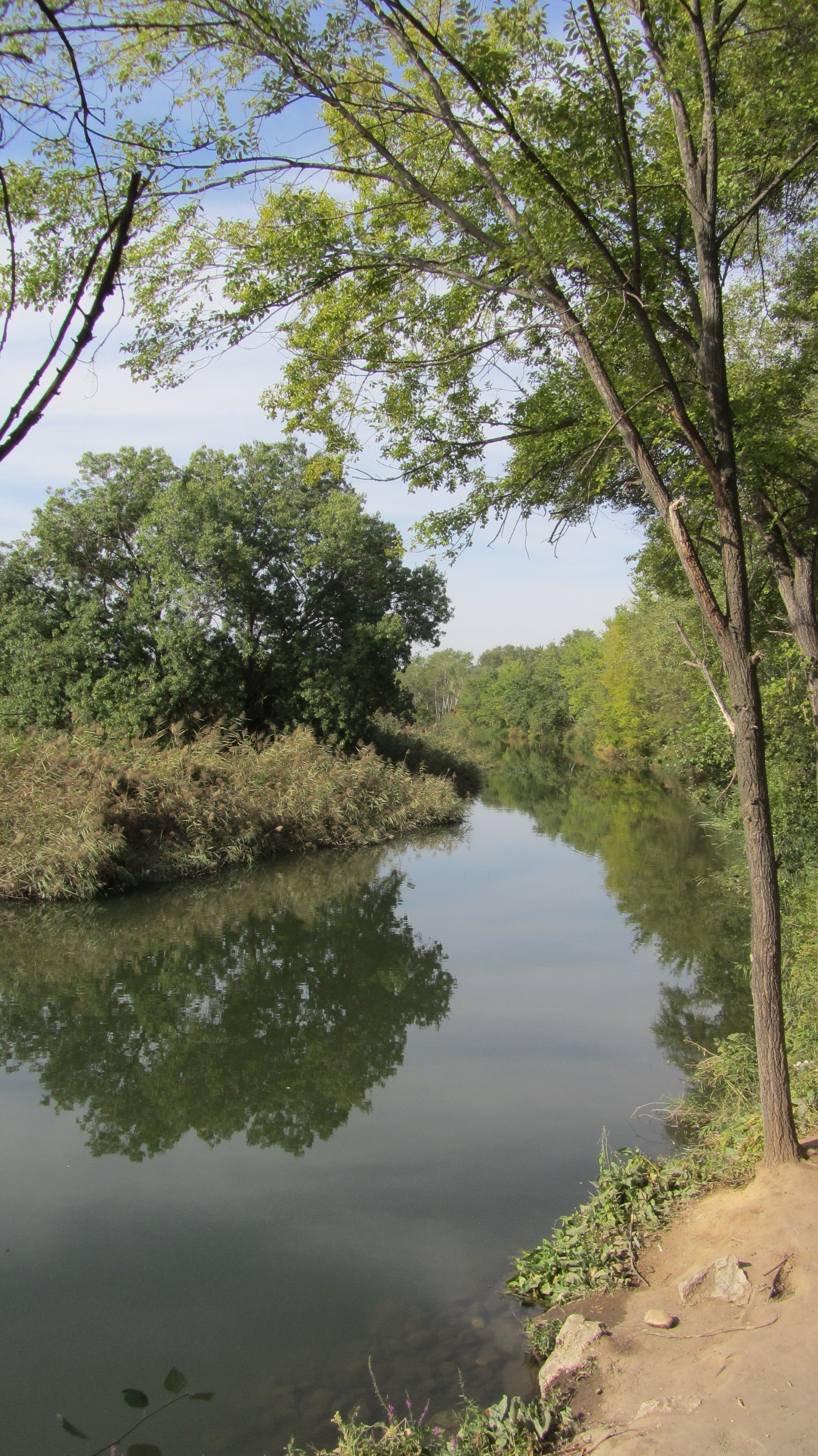
埃納雷斯河

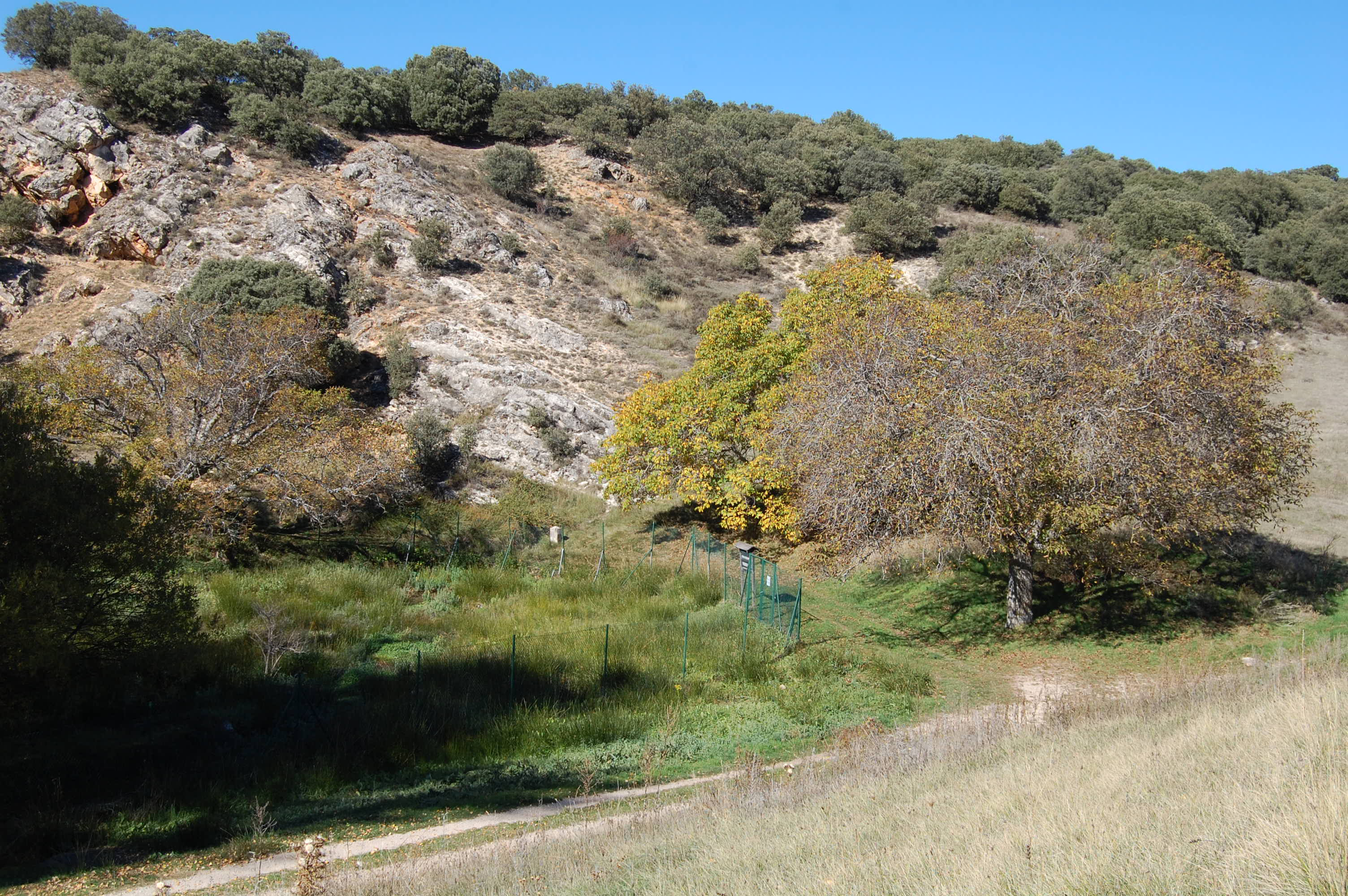
赫纳雷斯河的源头在霍尔纳。

埃納雷斯河（西班牙語：Río Henares）是西班牙的河流，位於該國中部，屬於哈拉馬河的左支流，流經瓜達拉哈拉省，河道全長158.27公里，流域面積4,144平方公里。